# Glory 8: Tokyo
Glory 8: Tokyo foi um evento de kickboxing promovido pelo Glory, ocorrido em 3 de maio de 2013 no Ariake Coliseum em Tóquio, Japão. Esse evento contou com o Torneio Slam de 65kg do Glory.

## Resultados[1][2]
- Final: Yuta Kubo derrotou Masaaki Noiri by decision
- Superluta: Peter Aerts derrotou Jamal Ben Saddik by TKO (3 Knockdowns) in Round 2
- Superluta: Andy Ristie derrotou Albert Kraus by KO (Knee) in Round 2
- Semifinal: Yuta Kubo derrotou Gabriel Varga by decision
- Semifinal: Masaaki Noiri derrotou Mosab Amrani by decision
- Superluta: Jérôme Le Banner derrotou Koichi Watanabe by decision
- Superluta: Yoshihiro Sato derrotou Sung-Hyun Lee by decision
- Quartas de Final: Yuta Kubo derrotou Chi Bin Lim by KO (Knee to Body) in Round 2
- Quartas de Final: Gabriel Varga derrotou Abdellah Ezbiri by decision
- Quartas da Final: Masaaki Noiri derrotou Liam Harrison by TKO (Cut) in Round 2
- Quartas de Final: Mosab Amrani derrotou Marcus Vinicius by decision
- Luta Reserva: Chonlek Super Pro Samui derrotou Zen Fujita by decision
- Luta Reserva: Andrej Bruhl derrotou Yukihiro Komiya by decision

## Chave do Slam de 65kg do Glory
|  | Quartas de final | Quartas de final |               |     | Semifinais | Semifinais |  |  | Final | Final |
|  |                  |                  |               |     |            |            |  |  |       |       |
|  |                  |                  |               |     |            |            |  |  |       |       |
|  |                  |                  |               |     |            |            |  |  |       |       |
|  | Mosab Amrani     | DEC              |               |     |            |            |  |  |       |       |
|  | Mosab Amrani     | DEC              |               |     |            |            |  |  |       |       |
|  | Marcus Vinicius  | 3-0              |               |     |            |            |  |  |       |       |
|  | Marcus Vinicius  | 3-0              | Mosab Amrani  | 3-0 |            |            |  |  |       |       |
|  |                  |                  | Mosab Amrani  | 3-0 |            |            |  |  |       |       |
|  |                  | Masaaki Noiri    | DEC           |     |            |            |  |  |       |       |
|  | Liam Harrison    | Masaaki Noiri    | DEC           | R2. |            |            |  |  |       |       |
|  | Liam Harrison    |                  |               | R2. |            |            |  |  |       |       |
|  | Masaaki Noiri    | TKO              |               |     |            |            |  |  |       |       |
|  | Masaaki Noiri    | TKO              | Masaaki Noiri | 3-0 |            |            |  |  |       |       |
|  |                  |                  | Masaaki Noiri | 3-0 |            |            |  |  |       |       |
|  |                  | Yuta Kubo        | DEC           |     |            |            |  |  |       |       |
|  | Abdellah Ezbiri  | Yuta Kubo        | DEC           | 3-0 |            |            |  |  |       |       |
|  | Abdellah Ezbiri  |                  |               | 3-0 |            |            |  |  |       |       |
|  | Gabriel Varga    | DEC              |               |     |            |            |  |  |       |       |
|  | Gabriel Varga    | DEC              | Gabriel Varga | 3-0 |            |            |  |  |       |       |
|  |                  |                  | Gabriel Varga | 3-0 |            |            |  |  |       |       |
|  |                  | Yuta Kubo        | DEC           |     |            |            |  |  |       |       |
|  | Yuta Kubo        | Yuta Kubo        | DEC           | KO  |            |            |  |  |       |       |
|  | Yuta Kubo        |                  |               | KO  |            |            |  |  |       |       |
|  | Chi Bin Lim      | R2.              |               |     |            |            |  |  |       |       |
|  | Chi Bin Lim      | R2.              |               |     |            |            |  |  |       |       |